# بویینگ بویینگ
بویینگ بویینگ (به انگلیسی: Boing Boing) وب‌سایتی است که برای اولین‌بار در سال ۱۹۸۸ به عنوان یک مج تأسیس شد و بعداً به یک وبلاگ گروهی تبدیل گردید. موضوعات و مضامین مشترک شامل فناوری، آینده پژوهی، داستان‌های علمی، ابزارک‌ها، مالکیت معنوی، دیزنی و سیاست‌های چپ در این وبگاه مورد بحث قرار می‌گیرند. این سایت دو بار در سال ۲۰۰۴ و ۲۰۰۵ برندهٔ جایزهٔ بهترین وبلاگ سال شد. سردبیران آن مارک فرانفیلدر، دیوید پسکوویتز، جانی جاردین و راب بسچیزا نام دارند.
در یک گزارش از بویینگ بویینگ به عنوان محبوب‌ترین وبلاگ در جهان تا سال ۲۰۰۶، یعنی زمانی که وبلاگ‌های چینی‌زبان هنوز محبوب نبودند، نام برده‌اند و این وبلاگ همچنان در دههٔ ۲۰۱۰، در بین وبلاگ‌های پرمخاطب باقی مانده‌است.